# Catocala moltrechti
Catocala moltrechti là một loài bướm đêm trong họ Erebidae.